# 記憶の干渉
記憶の干渉（きおくのかんしょう）はある記憶が他の記憶によって影響されることである。
互いに類似した記憶ほど干渉が起こりやすい。
記憶の干渉は抑制と促進に分けられる。実験的には抑制のほうが促進よりも起こりやすい。

## 記憶の抑制
- ある記憶がそれ以前の記憶によって妨げられることを順向抑制という。
- ある記憶がそれ以降の記憶によって妨げられることを逆向抑制という。

## 記憶の促進
- ある記憶がそれ以前の記憶によって助けられることを順向促進という。
- ある記憶がそれ以降の記憶によって助けられることを逆向促進という。